# Banneux-i Miasszonyunk
A Banneux-i Miasszonyunk egy Szűz Mária-jelenés, mely Belgiumban történt Banneux faluban.
1933 január 15. és március 2-án nyolc alkalommal jelent meg egy 11 éves lánynak, Mariette Béconak (elhunyt 2011 december 2.), Szűz Mária. Szűz Mária a "Szegények Szűzanyjának" nevezte magát, és forrást mutatott a kislánynak, hogy enyhítse az emberek szenvedéseit.

## A jelenés története
Egy magyar pap a Béco család barátja
A jelenségek idején Regőczi István kispap (azóta Magyar Örökség díjat kapott), éppen Belgiumban tartózkodott. Összeismerkedett a családdal. A barátság sokáig megmaradt, mert 1942-ben a magyar pap a Béco családnál szilveszterezett. A hét gyermekes család a falu szélén egy elhagyatott házban lakott. A ház, ahol laktak a hontalanok elhelyezésére szolgált. A család templomba nem járt. A jelenés történetét így személyesen Mariettától hallhatta a kispap.
A jelenések
A jelenés első napján Marietta az ablakon át látott egy nagy fényességet az erdő szélén. Egy szép női alak bontakozott ki, aki neki integetett. Ki akart szaladni, de édesanyja nem engedte. Az anya ugyan látta a fényességet, de emberi alakot nem. A kislány ezentúl minden nap kiment imádkozni a kertjükbe. A harmadik napon megjelent a Szűzanya. Hófehér ruhában, fátyollal, derekán kék övet viselt, lábán rózsa volt látható. Barátságosan intett a lánynak, hogy kövesse.
Az erdő szélén egy kis alig folydogáló forrást mutatott neki. Azt mondta neki, hogy tegye oda a kezét, és kérte minél többen jöjjenek a forráshoz. Marietta ezentúl minden nap kisétált a forráshoz és rózsafüzért imádkozott. Amikor február 11-én kezet mosott és keresztet vetett magára, Szűz Mária újra megjelent, és kijelentette "Jövök enyhíteni a szenvedést". Az eseménynek hamar híre ment a faluban és a Jamin atya, a káplán is a helyszínre sietett. De ő is csak fényt látott, emberi alakot nem. A gyermek áhítatos arca viszont meggyőzte, ahogy a jelenségre nézett. A káplán, hogy egészen biztos legyen arra kérte Mariettát, kérjen jelet a jelenségtől. Marietta így válaszolt, miután a Szűz válaszolt: "Higgyetek bennem és én is hinni fogok nektek. Imádkozzatok rendszeresen! Isten veled." A jelenés minden napján kérte a Szűzanya, hogy imádkozzon  Marietta (vagy általában imádkozzatok).
Az utolsó jelenés március 2-án volt. A lány ezt hallotta: "Kedves gyermekem. Én a Megváltó Édesanyja vagyok. Imádkozzatok sokat. Isten veled." (Érdekes megjegyezni, ezek az események abban a történelmi napokon történtek, amikor Hitler 1933 január 30-án birodalmi kancellár lett.)

## A jelenség utóélete
Marietta barátnője meggyógyult. A kegyhelyen sokak meggyógyultak. Egy kórház is épült ott. Az odaérkezőket egy emlékkönyv fogadja, amiben megtalálhatjuk Mindszenty József nevét, és II. János Pál pápa aláírását is.

## A banneux-i kegyhely[2]
Az esemény 70 éves évfordulója 2003-ban volt, melyet megünnepeltek.